# Signali nad gradom (1960.)
Signali nad gradom, hrvatski dugometražni film iz 1960. godine.

## Radnja
Karlovac u jesen 1941. godine. Po dolasku u Karlovac uhićen je Tomo Knežević (Ivan Šubić), član partizanskog Glavnog štaba iz Zagreba. Zajedno s njim uhićen je jedan karlovački ilegalac, 
taksist Pero Smoljan(Ivo Pajić). Karlovački partizani na čelu sa zapovjednikom Rankom (Aleksandar Gavrić) prerušeni u domobrane ulaze u grad sa zadatkom da oslobode Tomu i Peru 
prije nego što na mukama progovore. Ali, na tragu im se brzo nađu ustaški agenti na čelu s bojnikom Lukarićem (Tonko Lonza)...

## Uloge
- Aleksandar Gavrić- zapovjednik Ranko
- Marika Tocinovska- dr. Dinka Poljugan
- Miha Baloh- Robert Markić
- Tonko Lonza- bojnik Lukarić
- Velimir Bata Živojinović - Tošo
- Drago Mitrović- agent
- Ivo Pajić- Pero Smoljan
- Ivan Šubić- Tomo Knežević